# 井上尚弥
井上 尚弥（いのうえ なおや、1993年4月10日 - ）は、日本のプロボクサー。神奈川県座間市出身。大橋ボクシングジム所属。現WBAスーパー・WBC・IBF・WBOスーパー世界スーパーバンタム級統一王者。元WBC世界ライトフライ級王者。元WBO世界スーパーフライ級王者。元WBAスーパー・WBC・IBF・WBOスーパー世界バンタム級統一王者。世界4階級制覇王者。WBSSバンタム級優勝。アジア人初、史上2人目の2階級4団体統一王者。
圧倒的な実力と完璧なボクシングスタイルから『日本ボクシング史上最高傑作』と称されており、世界で最も権威あるアメリカのボクシング専門誌「ザ・リング」が格付けするパウンド・フォー・パウンドランキングにおいて、日本人として初めて1位の評価を受けた。アマチュア時代には高校生にして7つのタイトルを獲得し、プロ転向後も8戦目での世界2階級制覇、世界王座戦25連勝、世界王座戦70秒での最短KO勝利など数多くの日本記録を保持している。
血液型A型。既婚。三児の父親。弟は元WBA・WBC暫定世界バンタム級王者の井上拓真。姉もいる。従兄にプロボクサーの井上浩樹。父親の井上真吾は元アマチュアボクサーの実業家で、大橋ボクシングジム所属のプロボクシングトレーナーとして2人の我が子と甥である井上浩樹の担当トレーナーも務めている。

## 来歴

### アマチュアキャリア
座間市立栗原小学校1年で元アマ選手であった父の下でボクシングを始める。初の試合出場は6年生の時で、全国大会で中学2年生の相手にRSC勝ちを収めた。座間市立栗原中学校3年のときに行われた第1回全国U-15大会で優秀選手賞を受賞。
神奈川県立新磯高等学校（在学中に神奈川県立相模原青陵高等学校に改称。現・神奈川県立相模原弥栄高等学校）1年でインターハイ・国体・選抜の三冠を達成し、アジアユース選手権で銅メダルを獲得。
2年時には世界ユース選手権でベスト16入りし、インターハイはベスト8に終わるものの、国体を連覇。また、初出場の全日本アマチュア選手権では決勝で林田太郎に敗れ準優勝。同階級の田中亮明（当時中京高、後の2020年東京五輪フライ級銅メダリスト）との対戦成績は4戦全勝。
3年時にはインドネシア大統領杯で初の国際大会金メダルを獲得。さらに世界選手権出場を果たし、フライ級で3回戦まで進むが、キューバのヨスバニー・ヴェイティアに12-15の判定負けを喫しベスト16。国内ではインターハイに加え、全日本選手権で初優勝するとともに技能賞を獲得。高校生初のアマチュア7冠を達成した。
2009年のトキめき新潟国体ではライトフライ級に出場し、準決勝で寺地拳四朗（後のWBC世界ライトフライ級王者）を破っている。
2012年4月5日より、同年に開催されるロンドンオリンピックの予選会を兼ねたアジア選手権に出場し、ライトフライ級で決勝まで進むが、同月12日、2005年の世界選手権で銅メダリストになっている地元カザフスタンのビルジャン・ジャキポフに11-16の判定負けを喫して銀メダルにとどまり、目標としていたロンドンオリンピック出場を逸した（※試合内容の動画あり）。当時、19歳であった。

### プロキャリア
2012年、大橋ボクシングジムに入門。ジムとの契約書には井上自身の希望で「強い選手と戦う。弱い選手とは戦わない」との条件が付帯された。7月2日に開かれたプロ転向・大橋ジム入りの発表会見では井岡一翔（井岡）が持つ世界王座最短奪取記録の更新を宣言した。プロテストはスーパーバンタム級でB級ライセンスを受験。実技試験は後楽園ホールの興行内で公開され、日本ライトフライ級王者・黒田雅之（川崎新田）を相手に左右の連打でコーナーに追い詰めるなど、実力を示して合格を果たした。
プロデビュー戦は、10月2日に後楽園ホールにてOPBF東洋太平洋ミニマム級7位にランクされているクリソン・オマヤオ（フィリピン）と49キロ契約8回戦で対戦。プロ受験時のライセンスはB級だが特例によりA級（8回戦以上）ライセンスが認められてのデビュー戦となり、A級デビューは1987年の赤城武幸以来25年ぶり7人目で10代は初。また、この試合は深夜録画ながらTBSの地上波「ガッツファイティング」で中継された。試合は1回に右ボディーブローでダウンを奪い、4回に左ボディーブローを打ち込んでマットに沈め4回2分4秒KOで勝利。プロ転向からわずか3か月でOPBF東洋太平洋ライトフライ級10位にランクインし、日本ライトフライ級6位にもランクされた。
2013年1月5日、後楽園ホールにて前WBA世界ミニマム級王者八重樫東（大橋）の再起戦を前座に差し置き、メインイベントでタイライトフライ級王者ガオプラチャン・チュワタナ（タイ）と50キロ契約8回戦で対戦。当初陣営は、世界ランカーとの対戦を計画し3選手と交渉し1選手とは契約寸前までいったが、相手側の交渉人が井上のデビュー戦の動画を見てキャンセルしてきたという。また、この試合はTBSによってデビュー2戦目としては異例の夕方に地上波生中継された。試合はガオプラチャンの右の打ち終わりに合わせたシャープな左フックで相手をキャンバスに沈め、1回1分50秒KOで下した。この試合で、デビュー戦以来2試合連続となる月間最優秀選手賞を東日本ボクシング協会から受けた。
2013年4月16日、後楽園ホールにて日本ライトフライ級1位の佐野友樹（松田）とノンタイトル10回戦で対戦。この試合はフジテレビ（カスペ!・ EXCITING TIME）で生中継され、同局では21年ぶりのゴールデンタイムでのボクシング中継となった。試合は1回に左フックで相手の右目尻をカットさせると、2回に左ボディブローのフェイントから左フックでダウンを奪うが、3回に打った右ストレートが佐野の頭部に当たった際に右拳を負傷。以降は右のパンチを打てず、左手一本での戦いを余儀なくされたが、それでも4回に左フックからの連打でダウンを奪い、10回1分9秒TKO勝ちで下した。この勝利で日本ライトフライ級1位にランクされた。
5月19日の「ボクシングの日」イベントのトークショーに高野人母美（山上）らとともに参加。

#### 日本王座獲得
2013年8月25日、スカイアリーナ座間にて日本ライトフライ級王者の田口良一（ワタナベ）と対戦。試合は3-0（97-94、98-93、98-92）の判定勝ちで、辰吉丈一郎以来23年ぶりに当時国内最短タイ記録となる4戦目での日本王座を獲得した（2019年に女子の千本瑞規、2022年に男子の記録としても但馬ミツロによりともに2戦に更新される）。この勝利でOPBF東洋太平洋ライトフライ級1位にランクインし、WBA世界ライトフライ級5位、WBC世界ライトフライ級10位、WBO世界ライトフライ級15位にもランクされた。また、田口からは『リング』誌のランクも奪い、この試合後には同誌の定めるライトフライ級ランキングにも初登場した。
2013年10月18日付で日本ライトフライ級王座を返上。3日後の10月21日、八重樫東と3分2回のエキシビションマッチを披露した。

#### 東洋太平洋王座獲得
2013年12月6日、両国国技館にて小野心（ワタナベ）の王座返上に伴い行われたOPBF東洋太平洋ライトフライ級王座決定戦で、OPBF東洋太平洋ライトフライ級2位のヘルソン・マンシオ（フィリピン）と対戦。試合は2回に連打でダウンを奪うなど有利に進め、5回2分51秒TKO勝ちで八重樫東らと並ぶ当時の国内男子最短タイ記録となるデビュー5戦目でOPBF王座を獲得した。
2014年2月28日、世界タイトル挑戦のためOPBF王座を返上。

#### 6戦目での世界王座獲得
2014年4月6日、大田区総合体育館にてWBC世界ライトフライ級王者アドリアン・エルナンデス（メキシコ）に挑戦。井上の大橋ジムの先輩である八重樫東、大橋ジム会長の大橋秀行、そして大橋が現役時代に所属していたヨネクラボクシングジム会長の米倉健司と大橋ジム系3世代に亘って日本人男子世界王座獲得最短記録更新に失敗しており、4世代目となる井上による悲願達成が期待されての挑戦となった。試合の3週間前にインフルエンザにかかるなど、体調は万全に程遠かったが、試合開始早々からスピードと手数で一方的に圧倒し、4回終了時の公開採点でもジャッジ3者とも40-36のフルマークでリードしていたが、減量苦の影響で3回終了時から左足の太ももの裏がつってしまい、まともに足が動かない状態となった。最終ラウンドまで左足がもたないと判断し、覚悟を決めて打ち合いを挑んだ6回に接近戦で右フックでダウンを奪うとレフェリーがストップし6回2分54秒TKO勝ちを収め、プロテスト実技試験終了後に宣言したとおり、当時日本人男子最速となるプロ入り6戦目での世界王座獲得に成功した（後に田中恒成がデビュー5戦目で王座獲得し記録更新）。この勝利はWBCから評価され、2014年4月度の月間MVPに選出された。試合を中継したフジテレビは5月18日深夜に、この世界王座獲得試合の完全保存版を放送した。
試合の一夜明け会見では、左足がつった事をはじめとして減量苦の影響が顕著である事を考慮して、防衛戦をしないまま王座を返上して階級を上げる事も検討する意向を示したが、その後「防衛戦を行う事は王者としての責任」と語り、階級を上げるのは初防衛に成功してからにする事を決めた。
2014年9月5日、国立代々木第二体育館にて元PABAミニマム級王者でWBC世界ライトフライ級13位のサマートレック・ゴーキャットジム（タイ）と対戦。試合は4回と6回にダウンを奪い、11回1分8秒TKO勝ちを収め初防衛に成功した。試合後には改めて王座を返上し、階級を上げることを表明した。

#### 8戦目での2階級制覇達成
1階級上のフライ級でも減量が厳しいため、2階級上のスーパーフライ級への転向を視野に入れつつ、12月30日に予定している大橋ジムとフジテレビの主催興行での世界王座挑戦を目指して陣営の交渉が行われた。まず、WBA世界スーパーフライ級王者河野公平への挑戦を正式に申し入れしたが、河野の試合が指名試合になる可能性がある事に加え、河野が所属するワタナベボクシングジムは2011年以来、毎年12月31日にテレビ東京放送の元で大晦日興行を開催しており、河野も既に大晦日に防衛戦を行う事が内定していたため、断られた。
その後、大橋ジムからマッチメイクを依頼されたジョー小泉が、WBA世界フライ級王者ファン・カルロス・レベコ（アルゼンチン）との対戦を交渉したが、レベコは10月31日に暫定王者のヨーッモンコン・ウォー・センテープとの統一戦が決まっており、年末に向けての本格的な交渉を始めるにはこの試合で怪我を負うことなく防衛することが条件であり、年末まで残された時間も短い状況だった。その際、レベコのマネージャーが同じアルゼンチン人（オズワルト・リベロOR・プロモーションズCEO）であるWBO世界スーパーフライ級王者オマール・ナルバエスのマネージャーも兼任していたため、両者のどちらかへの挑戦を見据えて交渉を行い、レベコが左腕上腕の筋肉を裂傷してヨーッモンコンとの統一戦が延期された事が決定打となり、ナルバエスへの挑戦が決定した。
2014年11月6日、スーパーフライ級へ転向するためにWBC世界ライトフライ級王座の返上を発表した。
2014年11月24日、元世界5階級制覇王者ノニト・ドネア（フィリピン）からナルバエス対策のアドバイスを受けた。
2014年12月21日、トレーナーである父・真吾が2014年のエディ・タウンゼント賞を受賞した。
2014年12月30日、東京体育館でWBO世界スーパーフライ級王者オマール・ナルバエス（アルゼンチン）に挑戦。ナルバエスはフライ級世界王座を16連続防衛、WBO世界スーパーフライ級王座を11連続防衛中でプロ・アマ通じて20年以上150戦超のキャリアで一度もダウンを喫した事はなく、唯一のプロでの敗戦は1階級上のバンタム級でノニト・ドネアに判定負けしたのみでスーパーフライ級以下では14年間無敗の王者であり、井上自身も試合前には「観客からのブーイング覚悟でKOは捨てて判定でもいいから勝ちにいかないと勝負にならない相手」とコメントしていた。しかし、試合は序盤から井上が攻勢に出て初回から2度のダウンを奪う一方的な展開となり、2回も井上の攻勢は続き、この試合4度目のダウンでナルバエスが立ち上がることが出来ず、2回3分1秒KO勝ちを収め当時世界最速となる8戦目での飛び級での2階級制覇(現在はワシル・ロマチェンコの7戦目)を達成し、それまで世界最速だったポール・ウェアーの9戦目での2階級制覇を20年ぶりに塗り替えた。試合直後のリング上ではナルバエス陣営がグローブに鉛を仕込んでいるのではないか？とクレームをつけた。大橋秀行会長が井上尚弥のグローブをその場で外して相手に確認させるとナルバエスのトレーナーは、苦笑いを浮かべて「グレートなニューチャンプだ！」と一言返したとのこと。試合を放送したアルゼンチンのテレビも「ナルバエスはこれまでの全キャリアで食らったパンチよりも深いダメージを井上との2ラウンドで被ってしまった」と解説し、試合終了の瞬間、進行役が「イノイエ！」と絶叫したほどだった。試合後、ナルバエスは「私のコンディションは良かったし、調整もきちんとしていたが、1ラウンドの一発目から効いてしまい、パンチ力に驚いた。本当に超ストロングなパンチだった。もっと上の階級のパンチ力だったし、パンチが速過ぎて見えなかった。気力ではなく体が限界だった。井上はノニト・ドネアよりも強かった。私を負かし、驚かせた。彼はまだ21歳。大きな未来が待っている。歴史的なチャンピオンになれると思う」とコメントした。
この試合で井上は右拳を痛めてしまい、4月に予定されていた初防衛戦ではオプションによって再戦権を持つナルバエスとの再戦が内定していたが、治療に専念するために延期した。
2014年12月31日、井上は、ボクシング・シーン・ドットコムとコンド・アウト・ドットコムに2014年の年間MVPに選出され、2015年1月1日にファイトニュース・ドットコムの2014年の年間MVPに選出された。
2015年1月6日、東京ドームホテルで行われた2014年の年間表彰選手選考会に於いて、井上は2014年最優秀選手賞とKO賞に選出され、上述のナルバエス戦が年間最高試合に選出されるなど3冠を達成した。1月10日、WBOの2015年1月度月間MVPに選出された。
2015年3月、前年12月のナルバエス戦で痛めた右拳が脱臼していたことが判明した為、手術を行った。
2015年12月1日、弟・拓真とともに大手芸能プロダクションのホリプロと専属マネジメント契約を締結した。
2015年12月29日、有明コロシアムでWBO世界スーパーフライ級1位のワーリト・パレナス（フィリピン）と対戦。パレナスはかつて日本の勝又ボクシングジムに所属しウォーズ・カツマタのリングネームで活動していた。試合は2回にパレナスのガードの上から右フックを叩き込んでダウンを奪う衝撃的な破壊力を発揮するなど、2度のダウンを奪って1分20秒TKO勝ちを収め初防衛に成功した。この一戦を評した元世界スーパーフライ級チャンピオンの佐藤洋太は、パレナスとのスパーリング中に自分がダウンを喫した逸話を紹介してパレナスの強さを称えつつ、そのパレナスを圧倒した井上を高く評価している。
2016年5月8日、有明コロシアムでWBO世界スーパーフライ級1位の指名挑戦者デビッド・カルモナ（メキシコ）と対戦。初回から圧倒していたが、2回に右ストレートをカルモナのこめかみにヒットさせた際に古傷である右拳を負傷。それでも井上は怪我をセコンドに伝えずに左手一本で戦い続け、5回開始前になってセコンドに怪我のことを伝えて指示を受けながら戦うが、8回頃に今度は左拳までも負傷してしまった。しかし、それでも巧みな試合運びで主導権を握り続け、最終12回にはKOを狙って痛みに耐えながら猛攻を仕掛けてダウンを奪うなどKO寸前まで追い込み、12回3-0（2者が118-109、116-111）の判定勝ちを収め2度目の防衛に成功した。
2016年9月4日、スカイアリーナ座間でWBO世界スーパーフライ級1位でABCOコンチネンタル王者のペッバーンボーン・ゴーキャットジム（タイ）と対戦。
当初はオプションによる再戦権を持つWBO世界スーパーフライ級1位の前王者オマール・ナルバエスとの再戦が予定されていたがナルバエスがバンタム級転向を理由に対戦を辞退。続いて英国のメディアに対して井上との対戦を希望する発言を繰り返していた元IBF世界スーパーフライ級王者でWBO世界スーパーフライ級2位のゾラニ・テテにオファーをしたものの、テテもバンタム級転向を理由に対戦を拒否したため、WBO世界スーパーフライ級3位のペッバーンボーンとの対戦となり、試合時にはペッバーンボーンはWBO世界スーパーフライ級1位となっていた。序盤はジャブを丁寧に突きながら試合を組み立てるが、後半になると試合2、3週間前に患ったという腰痛、さらには右拳を痛めた影響が出て不用意なパンチをもらうようになる。それでも相手にポイントは与えず、打ち合いの中で10回にダウンを奪い、10回3分3秒KO勝ちを収め3度目の防衛に成功した。試合後のリング上で大橋ジムの大橋秀行会長は6日後に井上との対戦が期待されるローマン・ゴンサレスがWBC世界スーパーフライ級王者カルロス・クアドラスに挑戦する試合を井上と共にアメリカで現地観戦し、来年にゴンサレス戦を実現させるべく交渉することを宣言した。一夜明け会見で大橋会長は井上の次期防衛戦について、4日前に河野公平に勝利し、WBA世界スーパーフライ級王者になったルイス・コンセプシオン（パナマ）に統一戦のオファーを出したことを明らかにした。10月10日、WBOは、井上をWBOの2016年10月度の月間MVPに選出した。
2016年12月30日、有明コロシアムで元WBA世界スーパーフライ級王者でWBO世界スーパーフライ級10位の河野公平（ワタナベ）と対戦し、6回1分1秒TKO勝ちを収め、4度目の防衛に成功した。
2017年5月21日、有明コロシアムでWBO世界スーパーフライ級2位でWBOラテンアメリカ王者のリカルド・ロドリゲス（アメリカ）と対戦し、3回1分08秒でTKO勝ちを収め、5度目の防衛に成功した。
2017年9月9日、カリフォルニア州カーソンのスタブハブ・センター・テニスコートで行われた「SUPER FLY」にてローマン・ゴンザレスvsシーサケット・ソー・ルンヴィサイ第二戦の前座でWBO世界スーパーフライ級7位で元NABO北米バンタム級王者のアントニオ・ニエベス（アメリカ）と対戦し、ニエベスが6回終了時に棄権した為、6度目の防衛に成功しアメリカデビュー戦を飾った。この試合で井上は182,500ドル（約2000万円）、ニエベスは35,000ドル（約400万円）のファイトマネーを稼いだ。またこの試合は米国ではHBOのボクシング中継番組『ボクシングアフターダーク』で中継された。
2017年12月30日、横浜文化体育館でWBO世界スーパーフライ級6位で元フランスバンタム級王者のヨアン・ボワイヨ（フランス）と対戦し、3回1分40秒TKO勝ちを収め、7度目の防衛に成功した。
2018年3月6日、同年5月25日に大田区総合体育館でWBA世界バンタム級レギュラー王者のジェイミー・マクドネル（イギリス）と対戦し3階級制覇を目指すと発表した。井上が保持していたWBO世界スーパーフライ級王座は同日付で返上した。World Boxing Super Seriesのプロモーターのカッレ・ザウアラントが、井上が今回3階級制覇を達成した場合、World Boxing Super Seriesのバンタム級に出場することで井上側と条件面で合意している事を明らかにした。

#### 3階級制覇達成
2018年5月25日、WBA世界バンタム級レギュラー王者ジェイミー・マクドネルと対戦、身長差で10cm、リーチ差で12cm上回っているマクドネルに対し、開始直後に左ボディが当たるとすぐさま攻勢を仕掛け、左ボディでダウンを奪う。その後もラッシュを仕掛け、初回1分52秒TKO勝ちを収め3階級制覇を達成した。デビューから16戦目での3階級制覇は日本最速記録。この試合はアメリカではESPNのストリーミングサービス「ESPN+」で生配信された。マクドネルは前日計量を1時間10分ほど遅刻してまでギリギリの減量を行った後に脱水症状を起こし、試合当日には1日で12kgも体重を回復させるなど、厳しい減量に苦しんでいた。

#### World Boxing Super Series 参戦
2018年7月11日、WBSSが正式に井上の出場を発表した。7月20日にはロシア・モスクワで組み合わせ発表会が開催され、主催者により第2シードに選ばれた井上は一回戦の相手に元WBA世界バンタム級スーパー王者ファン・カルロス・パヤノ（ドミニカ共和国）を指名した。
2018年10月7日、横浜アリーナでWBA世界バンタム級4位で元WBA世界バンタム級スーパー王者ファン・カルロス・パヤノとWBSS一回戦を行い、1回1分10秒KO勝ちを収め初防衛に成功しWBSSの準決勝に進出した。1分10秒の間に井上は合計3発しかパンチを放っておらず、井上の高速のワンツーがクリーンヒットしパヤノは後頭部から倒れ、パヤノの8年のプロ・キャリアで初めてのKO負けとなった。
この試合で井上は2018年度リングマガジン ノックアウト・オブ・ザ・イヤーを受賞。
2018年10月20日、フロリダ州オーランドのCFE・アリーナで行われたWBSS一回戦の一つであるIBF世界バンタム級タイトルマッチを観戦。勝者となったIBF世界バンタム級王者エマヌエル・ロドリゲス（プエルトリコ）とリング上で対面し、次戦となるWBSS準決勝での対戦を煽った。
2019年5月18日、イギリス・グラスゴーのThe SSE HydroでWBSS準決勝としてIBF世界バンタム級王者エマヌエル・ロドリゲスと対戦。無敗の王者同士の対決で、この試合は事実上の決勝戦とされていたが、井上が2Rに3回ダウンを奪い、2R1分19秒でTKO勝ちを収め、WBSS決勝戦への進出を決めると共に、WBA王座の2度目の防衛、並びにIBF王座及びリングマガジン王座獲得に成功した。なおこの試合は王座統一戦を行う場合にIBFはWBAの世界王座として最上位のスーパー王座しか認めていないため、王座統一戦として認められず、IBF世界バンタム級タイトルマッチとして、ロドリゲスのIBF王座のみが懸けられて行われた。
2019年5月31日、WBAはIBF王座を獲得した井上をWBA世界王者からWBA世界ユニファイド王者に認定した。
2019年11月7日、さいたまスーパーアリーナで行われた、WBSSバンタム級決勝でWBA世界バンタム級スーパー王者ノニト・ドネアと対戦。2回にドネアの左フックを浴び、プロになって初めて右目上部をカットするとともに右目眼窩底と鼻を骨折、以降は右目がぼやけてドネアが二重に見える苦戦を強いられる。9回にはドネアの右ストレートを浴びてクリンチをする場面はあったものの、11回に井上の左ボディによりドネアが下がるように歩いてから膝をついてダウン。そのまま判定となり12回3-0（116-111、117-109、114-113）の判定勝ちを収め、WBA王座の王座統一による3度目の防衛、IBF王座の初防衛に成功し、WBSSバンタム級初代王者に輝いた。この試合は、2019年度のリングマガジン ファイト・オブ・ザ・イヤーを受賞した。試合後の会見で、米プロモート大手のトップランク社と複数年契約を結んだことを発表した。
一夜明け横浜市内の所属ジムで会見を行い、今後について「まだ具体的な話はしていない」とした上で、「ここまで来たら最強を証明していくだけ。バンタムで敵がいないくらいにしたい。ウバーリ、テテ。残っているのはそれくらい」とバンタム級に残留しWBC王者ノルディーヌ・ウバーリ、WBO王者ゾラニ・テテの2人の名前を出し、四団体統一を視野に入れていることを明かした。
この試合の後、井上は自身のTwitterで右目眼窩底と鼻を骨折したこと、手術はせずに保存治療をすることを発表した。
2019年12月2日、浩樹のWBOアジア太平洋スーパーライト級王座決定戦を観戦しに後楽園ホールへ行った際に取材に応じ、11月30日に行われたWBO世界バンタム級王座統一戦でテテを下してWBO王者となったジョンリル・カシメロとの対戦を希望した。一方、ウバーリについては「また拓真がいけばいい」と発言した。
2020年1月31日、井上は都内で会見し、4月25日にラスベガスのマンダレイ・ベイ・イベント・センターでWBO王者かつ3階級制覇王者のジョンリル・カシメロと日本人初の三団体統一戦をメインイベントにて行うことを正式発表した。この会見で井上は「この三団体統一という試合に凄く意味があると思っていて、バンタム級での四団体統一を目指す上で欠かせない試合。まずはラスベガスでの試合を危なげなくクリアして次に進めたい」と語り、世界ボクシング史上4人しかいない四団体統一王者を目指していく方針を明らかにした。しかし、カシメロとの三団体統一戦は新型コロナウイルス感染拡大の影響を受け中止となり、10月31日（日本時間で11月1日）、アメリカ・ラスベガスにおいてWBO世界バンタム級1位、WBA同級3位で、後のWBO同級王者であるジェイソン・モロニーとの対戦がトップランクより発表された。

#### ボクシングの聖地、ラスベガスデビュー
2020年10月31日（日本時間11月1日）、ネバダ州ラスベガスのMGMグランド内ザ・バブルにてジェイソン・モロニーと対戦。この試合はメインに抜擢され、さらに新型コロナウイルスの影響で無観客試合という状況にもかかわらず、ファイトマネーは破格の1億円。試合は終始井上がペースを握り、6回にはカウンターの左フックでダウンを奪い、さらにカウンターの右ストレートで7回2分59秒KO勝利を収め、見事聖地ラスベガスでの白星デビューを果たした。この試合でWBA王座4度目、IBF王座2度目の防衛に成功した。試合後のインタビューでは今後について「計画としてはWBCのウバーリ、WBOのカシメロ。両選手をターゲットとして考えているので、タイミングの合う方とやりたい」と統一戦を熱望した。一方のカシメロも1日夜、自身のSNSで、フィリピンと日本の旗の絵文字とともに「さあ、続こう！」とツイートし、対戦に応じる姿勢を示した。
2021年2月11日、国立代々木競技場で開催のチャリティーボクシングイベント『LEGEND』で元WBC世界フライ級王者・比嘉大吾と対戦した。
2021年5月5日、ラスベガスのヴァージン・シアターでIBF世界バンタム級1位の指名挑戦者であり元IBO世界バンタム級王者のマイケル・ダスマリナスと対戦する事がトップランクより発表された。
2021年6月19日、ダスマリナスと対戦。試合は2回にダウンを奪うと、3回には左ボディで再びダウン。再開後も三度左ボディを食らわせるとダスマリナスはキャンバスに崩れ落ち、レフェリーがノーカウントで試合を止め、3回2分45秒TKO勝ちを収め、WBA王座は5度目、IBF王座の3度目の防衛に成功した。この試合をリングサイドで観戦し、8月14日に王座統一戦を行うことが発表されたWBC同級王者のノニト・ドネアとWBO王者のジョンリル・カシメロがともに試合後のWOWOW中継にゲスト出演し、井上との対戦を熱望、井上もその後自身のSNSに「次が本当の勝負。ドネアVSカシメロの勝者と4団体統一戦を希望希望希望！！！」と投稿した。
しかし同年9月に、ドネアはWBC暫定王者レイマート・ガバリョ、カシメロはWBO同級1位ポール・バトラーとの統一戦を各団体から指示されたことにより、年内の統一戦実現は難しくなった。井上はこれに対して「まぁあくまで今は俺の適性階級はこのバンタム級だから時期が来るまで気長にね、、皆さんも気長にね、、いずれスーパーバンタム級にあげる予定だからその準備もしながらね、、バンタム級で4本のベルトは必ず巻く」と投稿した。
2021年11月29日、井上はオンラインで記者会見を開き、12月14日にIBF5位、WBA8位のケンナコーン・ルアンカイモック (アラン・ディパエン)と約2年1カ月ぶりに国内防衛戦を行うことを発表した。
2021年12月14日、両国国技館でケンナコーンと対戦。相手のタフネスぶりに手を焼くも、8回に左フックでダウンを奪うと、立ち上がったところに再び左フックを決め、ケンナコーンがふらついたところでレフェリーが試合を止め、8回2分34秒TKO勝ちを収めた。この試合でWBA王座は6度目、IBF王座の4度目の防衛に成功した。なお、観客は7000人が収容され、試合の模様はひかりTVとABEMAのペイ・パー・ビューで同時に生配信され、井上の国内世界戦で地上波生中継がないのは初めてとなった。

#### 日本人初の三団体統一王者に
2022年3月30日、WBC世界バンタム級王者ノニト・ドネアと2年7か月振りの再戦となる三団体統一戦を同年6月7日のさいたまスーパーアリーナにて行う旨を発表した。
2022年6月7日、日本人初の三団体統一戦としてドネアと約2年7か月振りに再戦。

試合は1回終了間際に右ストレートでダウンを奪い、2回には序盤から攻勢に出て2度大きくドネアをぐらつかせた後、左フックで2度目のダウンを奪うとレフェリーが試合を止め、2回1分24秒TKO勝ちを収めた。この試合で新たにWBC王座を獲得、またWBA王座の7度目、IBF王座の5度目の防衛にも成功し、日本人初の三団体統一王者となった。勝利した井上は、試合後リング上で行われたインタビューで今後の展望について「自分が目標としている四団体統一、それが年内にかなうとするならばまだバンタム級で戦う。もしかなわないならスーパーバンタム級に上げて新たなステージで挑戦したい」と語った。なお、観客は1万7000人が収容され、試合の模様は日本国内がAmazon Prime Video（Amazon Prime Videoが日本でサービスを開始した2015年9月以降の国内で配信された作品として、視聴数が初日配信史上1位を記録）、海外ではESPN+で配信され、ファイトマネーは約2億3000万円となった。
2022年6月8日、ドネアとの2戦目から一夜明け横浜市内の所属ジムで会見を行い、「このバンタム級で本当のNo.1を目指したい。階級を早く上げろという人もいるけど、自分の価値を上げてスーパーバンタム級に上がりたい。バンタム級統一を第一目標にしたい。まだ強くなりますよ。ピークではない」と語った。所属ジムの大橋秀行会長は、WBO王者ポール・バトラーとの対戦交渉が始まっており状況が良好で、12月に首都圏の1万5000人程度が収容できる会場を予約したことを明かした。なお、バトラーも「日本で試合をしたい。そう願わなければ愚か者だと思う」「10月頭には準備ができている可能性もある」と具体的な時期にも言及し、井上との対戦を熱望した。

#### パウンド・フォー・パウンド・ランキング第1位に選出
2022年6月10日（日本時間で11日）、世界で最も権威のあるアメリカのボクシング専門誌『ザ・リング』が格付けするパウンド・フォー・パウンド・ランキング（PFPランキング）において、井上が第1位に選出され、2022年8月24日のランキング更新で第2位に後退するまでの間1位を維持した。

#### アジア人初の四団体統一王者に
2022年10月13日、横浜ベイシェラトン ホテル&タワーズで開かれた記者会見において、ポール・バトラーとの四団体王座統一戦が12月13日に有明アリーナで開催されることが正式発表された。
2022年12月13日、WBO世界バンタム級王者ポール・バトラーと対戦。終始ガードを固めながらサークリングやバックステップを駆使してチャンスを窺うバトラーに、ノーガードや両腕を背中にまわすなど相手の攻撃を誘う場面を交えながら猛攻を仕掛けると、11回に左右の連打から左ボディを浴びせてKO勝ちを収めた。この試合で新たにWBO王座を獲得、またWBA王座の8度目、WBC王座の1度目、IBF王座の6度目の防衛にも成功し、ボクシング史上9人目、バンタム級及びアジア人として初の四団体統一王者となった。試合後リング上で行われたインタビューでは、スーパーバンタム級への転向を宣言した。なお、観客は1万5000人が収容され、試合の模様は日本国内がdTVによる独占配信（当初は有料会員のみに配信予定であったが、井上の試合直前に想定以上のアクセスが集中しエラーが発生したため、急遽会員登録なしの無料で配信された）、海外ではESPN+で配信され、井上のファイトマネーはネット有料配信の視聴者数から算出されるインセンティブを除いた最低保証額が約3億円、バトラーが約90万ドル（約1億2150万円）となった。
2022年12月20日、WBOは井上をスーパー王座に認定した。WBOはスーパー王者の要請があった場合、上位または下位の階級の1位にランキングされ、指名挑戦者に指定することができると規定されている。

#### 4階級制覇達成
2023年1月13日、保持していたWBAスーパー・WBC・IBF・WBO世界バンタム級王座の返上と、スーパーバンタム級転向を発表した。
2023年3月6日、5月7日に横浜アリーナでWBC・WBO世界スーパーバンタム級統一王者のスティーブン・フルトンとのタイトルマッチを行うことを発表した。しかし、井上が練習中に拳を痛めたことにより7月25日に延期され、会場も有明アリーナへと変更された。
2023年7月25日に有明アリーナにおいて、WBC・WBO世界スーパーバンタム級統一王者のスティーブン・フルトンに挑戦。井上が8回に左ボディからの右ストレートで大きくフルトンをぐらつかせると、追撃の左フックで初のダウンを奪い、立ち上がったフルトンに猛攻を仕掛けるとレフェリーが試合をストップし、8回1分14秒TKO勝ちを収め、WBC・WBO世界スーパーバンタム級王座を獲得し、4階級制覇を達成した。試合後にリング上に当時WBAスーパー・IBF世界スーパーバンタム級統一王者のマーロン・タパレスが上がり、四団体統一戦をアピールした。また、ファイトマネーは井上、フルトン両者とも約5億円となった。

#### 史上2人目の2階級四団体統一王者に
2023年12月26日に有明アリーナにおいて、WBAスーパー・IBF世界スーパーバンタム級統一王者のマーロン・タパレスと対戦。4回に左右のフックでダウンを奪い、10回には右ストレートでダウンを奪うとタパレスが立ち上がることが出来ず、10回1分2秒KO勝ちを収めた。この試合で新たにWBAスーパー、IBF、リングマガジン王座を獲得、またWBC王座、WBO王座の初防衛にも成功し、ボクシング史上2人目（女子も合わせるとケイティー・テイラーに次いで4人目）の2階級での四団体統一を達成した。
2024年5月6日に東京ドームにおいて、WBC世界スーパーバンタム級1位の指名挑戦者ルイス・ネリと対戦。なお、東京ドームでプロボクシングの試合が行われるのは1990年2月11日に行われたマイク・タイソン 対 ジェームス・ダグラス戦以来34年2ヶ月ぶりで、同じく東京ドームで日本人のプロボクサーがメインイベントを務めるのは史上初。試合は初回にネリにプロキャリア初のダウンを奪われるも続く2回・5回・6回にダウンを奪い返し、合計3度のダウンを奪って6回1分22秒TKO勝利でWBC・WBO王座の2度目の防衛、WBA・IBF王座の初防衛に成功すると同時に日本人プロボクサーとしては史上初、アジア系プロボクサーとしてはフィリピン出身のマニー・パッキャオ、同じくフィリピン出身で井上と2度対戦したノニト・ドネアに次いで史上3人目のWBCダイヤモンド王座獲得に成功した。大橋会長は井上のファイトマネーの他にグッズ収入やスポンサー料など全てを合わせた場合の報酬について「超大台（10億円）に乗ったのか」と記者に尋ねられ「過去最高です。全然いっています」と答えた。
2024年6月13日、WBAは井上尚弥と挑戦者のムロジョン・アフマダリエフとの指名試合を命じ、2024年9月25日に試合期限を定めた。
2024年7月16日、グランドハイアット東京で記者会見が開かれ、テレンス・ジョン・ドヘニーとの防衛戦が行われることが発表された。9月2日の公開計量ではSバンタム級リミット55.34kgを、井上尚弥は55.35kg、ドヘニーは55.1kgでパスした。

2024年9月3日、有明アリーナにて、WBO世界Sバンタム級2位のドヘニーと対戦。6回終盤に背中を打たれたドヘニーが7回16秒にグローブを腰に当てて試合続行不可能をアピールし、レフェリーが試合を止めて井上のTKO勝利となった。井上は3度目のWBO・WBC王座、2度目のIBF・WBAスーパー王座の防衛に成功した。
2024年10月24日、都内で会見し、同年12月24日に有明アリーナでIBF＆WBOスーパーバンタム級1位のサム・グッドマンと防衛戦を行うことを正式発表した。
2024年12月14日、グッドマンがスパーリング中に左目上をカットしたことにより試合は2025年1月24日に延期された。しかし同年1月11日にグッドマンが左目上を再びカットしたため同年1月24日の対戦は結局キャンセルとなり、WBO世界スーパーバンタム級11位の金藝俊（キム・イェジョン、韓国）が代役として井上と対戦することとなった。4回に右ストレートでダウンを奪うとキムが立ち上がることが出来ずキムのセコンドからタオルが投げ込まれ、4回2分25秒KO勝ちを収め4度目のWBO・WBC王座、3度目のIBF・WBAスーパー王座の防衛に成功、この勝利により元WBA世界ヘビー級王者のジョー・ルイスが保持していた世界戦でのKO勝利数としてはタイ記録となる22勝となった。
2025年5月4日、3度目のラスベガス進出を果たしT-モバイル・アリーナでWBA世界スーパーバンタム級1位のラモン・カルデナスと対戦。2回に左フックのカウンターでカルデナスに通算2度目のダウンを奪われるも、7回に右ショートの連打でカルデナスからダウンを奪い、続く8回序盤にカルデナスをコーナーに押し込んでラッシュを与えたところでレフェリーストップにより8回45秒TKO勝ちを収め5度目のWBO・WBC王座、4度目のIBF・WBAスーパー王座の防衛に成功、同時にWBCがアメリカの脳腫瘍啓発月間の一環としてこの試合のために制作した特製ベルトも獲得した。また、この勝利によりジョー・ルイスが保持していた世界戦でのKO勝利数の22勝を77年ぶりに上回る史上最多の23勝となり、世界戦の通算勝利数も前日にWBA・WBC・IBF・WBO世界スーパーミドル級王座統一戦を行い判定勝ちで世界スーパーミドル級4団体王座統一を果たしたサウル・アルバレスと並ぶ男子プロボクサータイ記録の25勝となった。

## 選手としての特徴
- ボクシングスタイルは非常にオーソドックスではあるが、攻守において隙が無く、桁違いのパンチ力とスピード、様々なテクニックを駆使して相手を圧倒する。軽量級とは思えない豪快なKOが印象的だが、ディフェンス技術にも非常に優れており、2019年に行われたドネアとの1戦目までプロアマ通じてクリーンヒットをもらうことが無かった。

- 攻守とも各方面から評価が非常に高く、元3階級制覇王者で井上の試合解説を務めることが多い長谷川穂積は、プロフェッショナル 仕事の流儀の中で、井上のボクサーとしての各スキルを5段階評価で表現し「スピード5、テクニック5、ディフェンス及びパンチを避ける能力5、アマチュアを含めた経験5、パワーがマイク・タイソン。」と語っている。

- 通常体重は64 kg（2023年時点）[177]。ライトフライ級時代までは減量に苦しんだ影響でパワーも半減していたが、階級をスーパーフライ級に上げて以降は減量苦が和らいだ事で本来の実力を発揮できるようになり、特にパンチ力が桁外れに上昇した。相手がガードしていても、ガードの上からパンチを叩き込んでダウンを奪う軽量級離れしたパワーを誇る。スパーリングでは（スーパーフライ級当時）3階級も上のフェザー級世界ランク1位の細野悟を圧倒し、さらに14オンスのグローブを使っているにもかかわらず日本フェザー級5位の渡邉卓也（青木）は井上のボディブローを右腕でブロックして骨折してしまったという[178][179]。

- 舞台や対戦相手の実力が大きくなるほど、パフォーマンスが向上する傾向にある。これについて井上は「ランキング選手との試合（防衛戦）とタイトルを獲り合う試合を比べると、事前の練習からの気迫が違うし、向かっていく気持ちも違う。自分は同じように練習しているつもりだが、やっぱり心のどこかで違いが出てきてしまう。そこの差が凄く出ているのかなと思う」と自己分析している[180]。

## 人物・エピソード

### 家族
- 中学・高校のアマチュア時代は同じく元アマチュア選手の父・真吾が経営していた井上ボクシングジムで練習をしていた [181]。プロ転向に当たり、父はプロでの実績あるジムのトレーナーに息子を預けようとしたが、尚弥本人が「父は塗装業を経営していたのに、それを捨ててまで自分たちのトレーナーに就いてくれたからもっと頑張らなきゃと思うし、親子で二人三脚でやって世界王者になる事が一番意味がある事だから他の人では駄目」と希望したことで父も専属トレーナーとして大橋ジム入りしている[182]。井上はプロキャリアの初期から具志堅用高の持つ世界王座の日本人最多防衛記録（13度）の更新を目標に掲げている[183]。

- 弟の井上拓真もボクサーであり、2011年には綾瀬西高校からインターハイのピン級を制して兄弟優勝を達成[184]、2013年12月にプロデビュー、2018年12月にWBC世界バンタム級暫定王座を獲得し兄弟世界王者となった[185]。従兄の井上浩樹[181]も日本スーパーライト級王者、WBOアジアパシフィックスーパーライト級王者となり、またアマチュア選手として相模原青陵高校時代に三冠を達成し[186]、拓殖大学に在学していたが[187]、4年で中退し和歌山県の建設会社所属で紀の国わかやま国体成年男子の部ライトウェルター級優勝[188]や全日本社会人選手権優勝[189]を達成しアマ五冠達成していた。

- 2015年12月1日に、相模原青陵高校（現・相模原弥栄高校）にて同級生だった女性と7年の交際期間を経て結婚し[190]、2017年10月5日に長男が誕生[191]、2019年12月9日には長女が誕生[192]、2021年4月14日には次女が誕生した[193]。

### 異名
プロ転向と同時に大橋ジムの大橋秀行会長によって付けられた「怪物（モンスター）」という異名について、当初はその爽やかなルックスもあってあまり似合わないという声が周囲からも多かった。井上本人は2015年の週刊少年チャンピオンでの板垣恵介との対談にて、「正直あまり気に入ってなかったのでライトフライ級世界王座の初防衛戦の時、リングアナウンサーに『モンスターとは呼ばないでほしい』と頼もうとしたんですけど、大橋会長に『俺が気に入ってるからいいんだ』って言われてしまって、そのままになってます（笑）」と語っている。由来は大橋会長の母校横浜高校の後輩に当たる松坂大輔の異名「平成の怪物」から。また、減量苦から解放されて桁外れのパンチ力で豪快なKOを連発するようになったスーパーフライ級転向以降は「まさに怪物だ」と評され、ニックネームも定着している。

### 入場曲
入場曲は佐藤直紀作曲で、ドラマ『GOOD LUCK!!』のテーマ曲である「Departure」を使用している。かつてはWHAM!の「FREEDOM」（サマートレック・ゴーキャットジム戦まで）、BIGBANGの『BIGBANG』（オマール・ナルバエス戦）を使用していた。2019年に行われたノニト・ドネアとの1戦目では布袋寅泰作曲の「BATTLE WITHOUT HONOR OR HUMANITY」を布袋がアレンジした「バトル・オブ・モンスター」を初めて使用し、2022年に行われたドネアとの2戦目では、布袋寅泰によるリング上での生演奏による同曲で入場した。

### 交友関係
- 芸能界や他競技アスリートなどにも多くのファンを抱える。特にダウンタウンの松本人志は、WBSS決勝時試合観戦に訪れており、自らを「痛いファン」と表現するほどの井上の熱烈なファンである[198]。また、相方の浜田雅功とも試合後の食事会が恒例であり、試合前にSNSでやりとりをするなど深い親交がある[199]。

- ロンドンオリンピック金メダリストの村田諒太とは、国際大会や強化合宿で一緒に練習し、宿舎で同部屋だったこともあり、弟のように可愛がられていた[200]。また、秀でた才能と真面目な人柄はアマチュア時代、他の選手からも愛され、井上のプロデビュー戦には川内将嗣、須佐勝明、清水聡、鈴木康弘といった選手の他に[201][202]、プロとの関係が正常化された日本アマチュアボクシング連盟（元・日本ボクシング連盟）会長の山根明をはじめとする関係者らも来場した[201]。

### 目標
- 最終的な具体的目標を挙げることは少ない。燃え尽きが出ないようにタイトルに対する目標を敢えて持たないようにしており、実績やタイトルを得ることは、あくまで引退までのゴールの通過点でしかないと考えている[203]。
- 所属する大橋ジムの大橋秀行会長は「井上尚弥にはラスベガス進出、5階級制覇、具志堅用高さんの日本記録を超える世界王座14連続防衛、メジャー4団体統一、ボクサー初の国民栄誉賞を取らせる」と公言している。（なお、すでに2023年末時点でラスベガス進出、具志堅の日本記録を超える世界王座戦21連続勝利、2階級でメジャー4団体統一を達成している。）

### 引退について
35歳での引退について過去に度々メディア上などで言及していたが、最新のインタビューにおいて「35歳というのは断言できないです。パフォーマンスが上がっていくのなら、まだ挑戦したいなと思うでしょう。そこは自分の身体とパフォーマンスを見ながらやっていきたいなと思っています」と語っている。

## 世界的な評価
- 当時日本人男子最速記録である6戦目での世界王座獲得、当時世界最速8戦目での飛び級での2階級制覇達成といった記録もさることながら、『大抵の日本人世界王者は日本国内でしか戦わない』がゆえに海外での知名度・評価が低かったが、YouTubeなどの動画サイトの登場で井上の試合動画がアップロードされて世界中の人々が視聴できるようになったことで、世界のボクシング関係者からも高く評価されるようになった[206]。特に2014年12月30日に行われたオマール・ナルバエス戦は、例年アメリカのボクシング界は年末は不活発のため年末の日本での世界戦を待たずして早々と年間MVPを選出してしまう専門家が多かったが、2014年に関しては「今年の年間賞の制定は年末まで待つべき」と指摘する関係者が米国内にも存在するなど開催前から注目されており[207]、フライ級世界王座を16連続防衛、WBO世界スーパーフライ級王座を11連続防衛中のナルバエスを一方的に打ちのめしてKO勝ちで2階級制覇を達成し、その試合が動画サイトにアップロードされたことで、井上はプロ転向後はまだ一度も海外で試合をしたことがないにもかかわらず世界のボクシング関係者とファンからの知名度と評価が急上昇した。

### ファイトマネー
- ファイトマネーについて「戦うモチベーションの1つを占めている。」と語っている。また、試合の度におおよその金額をメディアを通じて積極的に公開しており、「金額を出していけば、ボクシングをやっている子供たちに夢を与えられる」と語っている[145]。
- 軽量級としては破格のファイトマネーを稼ぐボクサーであり、WBSS準決勝では、基本給と勝利給を合わせて約80万ドル（約8768万円）[208]、WBSS決勝では主催者のカッレ・ザウアーラントによると100万ドル（約1億800万円）以上の優勝賞金を獲得している[209]。また、ラスベガスデビュー戦のジェイソン・モロニー戦、続く2戦目のマイケル・ダスマリナス戦、日本国内で行われたアラン・ディパエン戦ともファイトマネーが100万ドルを超え[210]、ドネアとの2戦目では約2億3000万円、バトラーとの4団体統一戦は視聴者数から算出されるインセンティブを除いた最低保証額が3億円となった[145]。4階級制覇を賭けたスティーブン・フルトン戦では約5億円[163]、ルイス・ネリとの試合では総額10億円超となった[167]。

### 第三者からの評価
- マニー・パッキャオ、フロイド・メイウェザー・ジュニア、ゲンナジー・ゴロフキンといった世界の超スーパースター達を抑えて井上尚弥が、ボクシング・シーン・ドットコム、セコンド・アウト・ドットコム、ファイトニュース・ドットコムといった世界的な大手ボクシング専門ニュースサイトからも2014年の年間MVPに日本人史上初めて選出された。

- バンタム級転向後、ジェイミー・マクドネル、ファン・カルロス・パヤノ、エマヌエル・ロドリゲスといった世界王者経験者3人を合計わずか441秒で倒しており、初回1分52秒で敗れたマクドネルは「最初の一撃で衝撃を受けた。彼のパワーは本物。」、初回1分10秒でキャリア初のKO負けを喫したパヤノは「全てにおいて圧倒的に異次元。倒せる人間はいない。」、井上が出場したWBSS主催者のカッレ・ザウアーラントは「イノウエがパウンド・フォー・パウンド（PFP）のキング。」「最も世界を震撼させたボクサー。」、リング誌編集長ダグ・フィッシャーは「PFP最強のパンチャー。」と評した。

- ボクシング界で最も権威あるアメリカの雑誌「ザ・リング」において、2019年2月号、9月号で日本人選手で初めて表紙に起用された[211]。

- WBSS優勝後、井上と複数年契約した米興行大手トップランクCEOボブ・アラムは「ボクシング史上最高の偉人」と絶賛。

- 2021年8月, 米スポーツ専門メディア『Bleacher Report』は「2000年以降の最強のボクサー10傑」と銘打ったボクシングの格付け企画を実施。そのなかで、井上尚弥 を選出した。

- 元ヘビー級三団体統一王者のマイク・タイソンは、自身のポッドキャスト番組で井上について「彼はとんでもない奴だ。お前はヤバい奴を見ることになるぞ。彼は同じくらい小さかった頃のマニー・パッキャオ以上だ。」「彼は凶悪だ。モンスターなんだ。簡単にやっつける」と語っている[212]。

### 主な過去の対戦待望論
- 世界4階級制覇王者でリング誌を含む世界中のボクシング専門サイトでパウンド・フォー・パウンド最強王者に選出されていたローマン・ゴンサレスとの夢の頂上対決が期待されていた。井上本人もプロデビュー当初から「ロマゴンと対戦したい」という発言を繰り返し続けており、「アジア人のマニー・パッキャオがアメリカや世界のスーパースターになれたのは同階級にファン・マヌエル・マルケス、マルコ・アントニオ・バレラ、エリック・モラレスら既に北米でスターだったライバルとの対戦があったから。僕にとってのロマゴンもそういう存在だと思う」と語っていた。中量級から重量級が主体で軽量級は不人気なアメリカにおいては、1990年代の軽量級の絶対王者リカルド・ロペスでさえも、その強さゆえにライバル不在なこともあり、前座に甘んじることが多かった[213]が、ゴンサレスが本格的にアメリカ進出を始めるのと時を同じくして井上もナルバエスに勝って名前を知られるようになったことで、日本だけでなくアメリカを含む世界のファンや関係者からも対戦が期待されていた。井上は減量苦もあってフライ級に落とすことは出来ないため、「やるならスーパーフライ級で。ロマゴンと対戦できるのであれば2017年内まではスーパーフライ級に留まる。それ以上は待てないので2018年からはバンタム級以上に階級を上げる」と度々コメントしており、2016年9月にゴンサレスがスーパーフライ級に上げて4階級制覇を達成したことで一時は対戦が現実味を帯びていた。しかしその後、ゴンサレスがキャリア初黒星を喫して王座陥落し、井上自身もバンタム級に転級したため、ゴンサレスとの対戦については事実上立ち消えとなった。

- バンタム級への転向が実現した場合には山中慎介（帝拳、元WBC世界バンタム級王者）との対決も期待されていたものの、山中は2017年8月15日にルイス・ネリ（メキシコ）に敗れて王座を陥落してしまった。但し、井上自身は「山中さんの今後（の去就）次第」としながらも、「ネリに挑戦することも考えの中にある」として対戦意欲があることを明らかにしていた[214]。しかし一方で、2019年11月23日（日本時間で24日）に米ラスベガスで行われる予定であったエマヌエル・ロドリゲスとのWBC世界バンタム級王座挑戦者決定戦の前日計量で、ネリが2018年3月1日に山中との再戦以来となる2度目の体重超過により試合がキャンセルとなったことに対して自身のTwitterで「ネリどうしようもねぇな、、また計量失格。こんな奴にゴタゴタ言われたくない。ボクシング界から追放でいい」とつづっている[215]。

- トップランク社と契約したことにより、海外メディアからは「ハイテク（精密機械）」の異名を持ち、過去パウンド・フォー・パウンド最強と評された世界最速の3階級制覇王者ワシル・ロマチェンコとのPFPトップ同士の世紀の一戦も期待されていた。これは井上がWBSS優勝後、階級をスーパーバンタム級に転向する可能性があること、ロマチェンコがスーパーフェザー級が適正と公言していることから注目が集まった。過去に「ゆくゆくは行けてもフェザー級」と語った井上だが、自身がゲスト解説を務めたエロール・スペンス・ジュニア vs ミゲル・アンヘル・ガルシア戦で、ガルシアがスペンスに大差判定負けした際、「階級の壁がある。適正階級がいかに大事かよく分かる。ガルシアが普通の選手になっていた。あれじゃ階級を上げても意味がない」と述べ[216]、WBSS優勝後の記者会見でも「しばらくはバンタムに留まる。いずれ適正と思えば階級は上げる。（ロマチェンコ戦についての質問に）自分のパフォーマンスが発揮出来る階級であればやりたいが、適正階級でなければ望んでいない。」と階級上げについてはあくまで適正と判断した際変更する意向を示した[217]。

- 長らく待望論があったキックボクシングの試合である那須川天心 対 武尊戦が決まったことに話題が及んだ際、「ファンが見たいカードが決まった時の雰囲気だったり、異様な空気を醸し出す試合の一つになるんだと思う。自分もそういう試合をやっていきたい。5階級制覇を狙うというコメントにも期待しつつ、それを頭に入れて発言していってもいいのかなと。自分がチャンピオンになってから、この戦いもファンの中でひそかに楽しみという声も聞く。盛り上がるのであればアリかなと。バンタム級にいる間にそういう流れになればそれもいいと思う。」と自ら4階級制覇王者の井岡一翔との対戦に言及した[218]。

## パウンド・フォー・パウンド
このランキングは、体重差に関係無く、戦歴において世界のトップ10に入る選手達による総合力を専門家が比較・評価・格付けするというものであり、「戦歴において全階級中最強クラスの現役選手のランク」が選定される。その格付けにおける第1位は、数ある評価があるなかで最も権威があるとされるリング誌の評価における「戦歴最強の現役ボクサー」を意味する。
- cf. en:Boxing pound for pound rankings#Men's

### リング誌ランキングの推移
- 2016年4月、アメリカ老舗ボクシング雑誌リング誌が選定するパウンド・フォー・パウンド・ランキングで井上が9位となり、山中慎介、内山高志に続いて日本人史上3人目となるランク入りを果たしている[219]。

- 2017年12月、リング誌は最新のパウンド・フォー・パウンドを発表し、それまで8位だった井上は7位にランクアップ[220]。

- 2018年6月、ジェイミー・マクドネルにTKO勝利し3階級制覇を達成した結果を踏まえ、それまで7位だった井上は6位にランクアップ[221]。

- 2019年5月25日、エマヌエル・ロドリゲスにTKO勝利した結果を踏まえ、それまで7位だった井上は4位にランクアップ[222]。

- 2019年11月16日、ノニト・ドネアに勝利しWBSS優勝を果たした結果を踏まえ、それまで4位だった井上は3位にランクアップ。世界的に権威のある同誌PFPランキングで自身の記録を更新するとともに日本人初のトップ3入りを果たす。編集者の間では井上を1位に推す声もあったという[223]。

- 2020年10月17日、それまで2位にランクインしていたワシル・ロマチェンコが同日に行われた試合の敗戦により7位へ転落、前回3位だった井上は1つ順位を上げ、世界2位に入る快挙を達成した[224]。

- 2022年6月10日、ノニト・ドネアとの2戦目にTKO勝利し三団体統一を果たした結果を踏まえ、それまで3位だった井上は、オレクサンドル・ウシク、テレンス・クロフォードを抜き1位となった[225]。投票結果は井上が5票、ウシクが4票の僅差での決定であり、最終的に井上1位を決めたのは、編集長のダグ・フィッシャーの1票だった[226]。

- 2022年8月24日にランキングが更新され、直近に好試合を勝利で飾ったオレクサンドル・ウシクが第1位に返り咲き、井上は第2位に後退した[150]。

- 2024年5月10日、ルイス・ネリとの4団体王座防衛戦に勝利した事で1位に返り咲いた。尚、投票結果では井上8票、クロフォードが3票と大きく上回る形での決定だった。

- 2024年5月19日にランキングが更新され、2024年5月18日に世界ヘビー級史上初の4団体王座統一とクルーザー級に次ぐ2階級4団体王座統一を果たしたオレクサンドル・ウシクが第1位に返り咲き、井上は第2位に後退した[227]。

### 主要メディア / 組織 過去最高位
《2024年5月現在》
- The Ring [US] : 1位（2022年6月-8月、2024年5月）[228][229][230][12]
- TBRB [US] : 1位（2020年11月-12月、2022年6月-2023年7月、2024年5月-）[231][232]
- ESPN [US] : 2位[233][234]
- BWAA [US] : 2位[235]
- BoxRec[US] : 1位（2024年5月、8月-）
- WBN [US] : 1位（2023年7月、2023年12月-）[236][237][238]
- Boxingscene.com [US] : 1位（2019年11月-2020年2月、2021年3月、2022年6月-2023年8月）[239]
- CBS [US] : 1位（2022年12月-2023年7月、2023年12月-）[240]
- The INDEPENDENT [UK] : 1位（2022年6月-）[241]
- COMPLEX.com [US] : 1位（2022年6月-11月）[242]
- DAZN [UK] : 3位[243]
- Boxing Social [UK] : 1位（2020年11月）[244]

【その他】
- ESPN[US]「現役ボクサーベスト100」: 1位[245]

## 戦績
- アマチュアボクシング：81戦 75勝  (48KO / RSC) 6敗 [13]
- プロボクシング：30戦 30勝 (27KO) 無敗

| 戦           | 日付           | 勝敗 | 時間     | 内容    | 対戦相手                           | 国籍           | 備考                                                                                                   |
| ------------ | -------------- | ---- | -------- | ------- | ---------------------------------- | -------------- | --- |
| 1            | 2012年10月2日  | ☆    | 4R 2:04  | KO      | クリソン・オマヤオ                 | フィリピン     | プロデビュー戦                                                                                         |
| 2            | 2013年1月5日   | ☆    | 1R 1:50  | KO      | ガオプラチャン・チュワタナ         | タイ           | |
| 3            | 2013年4月16日  | ☆    | 10R 1:09 | TKO     | 佐野友樹（松田）                   | 日本           | |
| 4            | 2013年8月25日  | ☆    | 10R      | 判定3-0 | 田口良一（ワタナベ）               | 日本           | 日本ライトフライ級タイトルマッチ                                                                       |
| 5            | 2013年12月6日  | ☆    | 5R 2:51  | TKO     | ヘルソン・マンシオ                 | フィリピン     | OPBF東洋太平洋ライトフライ級王座決定戦                                                                 |
| 6            | 2014年4月6日   | ☆    | 6R 2:54  | TKO     | アドリアン・エルナンデス           | メキシコ       | WBC世界ライトフライ級タイトルマッチ                                                                    |
| 7            | 2014年9月5日   | ☆    | 11R 1:08 | TKO     | サマートレック・ゴーキャットジム   | タイ           | WBC防衛1                                                                                               |
| 8            | 2014年12月30日 | ☆    | 2R 3:01  | KO      | オマール・ナルバエス               | アルゼンチン   | WBO世界スーパーフライ級タイトルマッチ                                                                  |
| 9            | 2015年12月29日 | ☆    | 2R 1:20  | TKO     | ワーリト・パレナス                 | フィリピン     | WBO防衛1                                                                                               |
| 10           | 2016年5月8日   | ☆    | 12R      | 判定3-0 | デビッド・カルモナ                 | メキシコ       | WBO防衛2                                                                                               |
| 11           | 2016年9月4日   | ☆    | 10R 3:03 | KO      | ペッバーンボーン・ゴーキャットジム | タイ           | WBO防衛3                                                                                               |
| 12           | 2016年12月30日 | ☆    | 6R 1:01  | TKO     | 河野公平（ワタナベ）               | 日本           | WBO防衛4                                                                                               |
| 13           | 2017年5月21日  | ☆    | 3R 1:08  | KO      | リカルド・ロドリゲス               | アメリカ合衆国 | WBO防衛5                                                                                               |
| 14           | 2017年9月9日   | ☆    | 6R 終了  | TKO     | アントニオ・ニエベス               | アメリカ合衆国 | WBO防衛6                                                                                               |
| 15           | 2017年12月30日 | ☆    | 3R 1:40  | TKO     | ヨアン・ボワイヨ                   | フランス       | WBO防衛7                                                                                               |
| 16           | 2018年5月25日  | ☆    | 1R 1:52  | TKO     | ジェイミー・マクドネル             | イギリス       | WBA世界バンタム級タイトルマッチ                                                                        |
| 17           | 2018年10月7日  | ☆    | 1R 1:10  | KO      | ファン・カルロス・パヤノ           | ドミニカ共和国 | WBA防衛1 / WBSS1回戦                                                                                   |
| 18           | 2019年5月18日  | ☆    | 2R 1:19  | TKO     | エマヌエル・ロドリゲス             | プエルトリコ   | IBF世界バンタム級タイトルマッチ WBA防衛2 / WBSS準決勝 IBF・リングマガジン王座獲得                      |
| 19           | 2019年11月7日  | ☆    | 12R      | 判定3-0 | ノニト・ドネア                     | フィリピン     | WBA・IBF世界バンタム級王座統一戦 WBA防衛3・IBF防衛1 / WBSS決勝                                         |
| 20           | 2020年10月31日 | ☆    | 7R 2:59  | KO      | ジェイソン・モロニー               | オーストラリア | WBA防衛4・IBF防衛2                                                                                     |
| 21           | 2021年6月19日  | ☆    | 3R 2:45  | TKO     | マイケル・ダスマリナス             | フィリピン     | WBA防衛5・IBF防衛3                                                                                     |
| 22           | 2021年12月14日 | ☆    | 8R 2:34  | TKO     | アラン・ディパエン                 | タイ           | WBA防衛6・IBF防衛4                                                                                     |
| 23           | 2022年6月7日   | ☆    | 2R 1:24  | TKO     | ノニト・ドネア                     | フィリピン     | WBA・WBC・IBF世界バンタム級王座統一戦 WBA防衛7・WBC獲得・IBF防衛5                                      |
| 24           | 2022年12月13日 | ☆    | 11R 1:09 | KO      | ポール・バトラー                   | イギリス       | WBA・WBC・IBF・WBO世界バンタム級王座統一戦 WBA防衛8・WBC防衛1・IBF防衛6・WBO獲得                       |
| 25           | 2023年7月25日  | ☆    | 8R 1:14  | TKO     | スティーブン・フルトン             | アメリカ合衆国 | WBC・WBO世界スーパーバンタム級タイトルマッチ                                                           |
| 26           | 2023年12月26日 | ☆    | 10R 1:02 | KO      | マーロン・タパレス                 | フィリピン     | WBA・WBC・IBF・WBO世界スーパーバンタム級王座統一戦 WBC防衛1・WBO防衛1 WBA・IBF・リングマガジン王座獲得 |
| 27           | 2024年5月6日   | ☆    | 6R 1:22  | TKO     | ルイス・ネリ                       | メキシコ       | WBA防衛1・WBC防衛2・IBF防衛1・WBO防衛2・WBCダイヤモンド王座獲得                                        |
| 28           | 2024年9月3日   | ☆    | 7R 0:16  | TKO     | テレンス・ジョン・ドヘニー         | アイルランド   | WBA防衛2・WBC防衛3・IBF防衛2・WBO防衛3                                                                 |
| 29           | 2025年1月24日  | ☆    | 4R 2:25  | KO      | 金藝俊                             | 韓国           | WBA防衛3・WBC防衛4・IBF防衛3・WBO防衛4                                                                 |
| 30           | 2025年5月4日   | ☆    | 8R 0:45  | TKO     | ラモン・カルデナス                 | アメリカ合衆国 | WBA防衛4・WBC防衛5・IBF防衛4・WBO防衛5                                                                 |
| 31           | 2025年9月14日  | -    | -        | -       | ムロジョン・アフマダリエフ         | ウズベキスタン | WBA・WBC・IBF・WBO世界スーパーバンタム級王座統一戦 試合前                                              |
| テンプレート |                |      |          |         |                                    |                | |

### エキシビション
| 戦           | 日付          | 勝敗 | 時間 | 内容     | 対戦相手               | 国籍       | 備考 |
| ------------ | ------------- | ---- | ---- | -------- | ---------------------- | ---------- | ---- |
| 1            | 2014年5月19日 | △    | 2R   | 判定なし | 八重樫東（大橋）       | 日本       |      |
| 2            | 2016年7月3日  | △    | 3R   | 判定なし | ジェネシス・セルバニア | フィリピン |      |
| 3            | 2018年8月19日 | △    | 3R   | 判定なし | ジェネシス・セルバニア | フィリピン |      |
| 4            | 2021年2月11日 | △    | 3R   | 判定なし | 比嘉大吾（Ambition）   | 日本       |      |
| テンプレート |               |      |      |          |                        |            |      |

## 獲得タイトル
アマチュア
- 平成21年度全国高等学校総合体育大会ライトフライ級優勝
- 第64回国民体育大会少年の部ライトフライ級優勝
- 2010年アジアユース選手権ライトフライ級銅メダル
- 第21回全国高等学校ボクシング選抜大会兼JOCジュニアオリンピックカップライトフライ級優勝
- 第65回国民体育大会少年の部ライトフライ級優勝
- 第80回全日本アマチュアボクシング選手権大会ライトフライ級準優勝
- 2011年インドネシア大統領杯ライトフライ級金メダル
- 平成23年度全国高等学校総合体育大会ライトフライ級優勝
- 第81回全日本アマチュアボクシング選手権大会ライトフライ級優勝

プロ
- 日本ライトフライ級王座（防衛0=返上）
- OPBF東洋太平洋ライトフライ級王座（防衛0=返上）
- WBC世界ライトフライ級王座（防衛1=返上）
- WBO世界スーパーフライ級王座（防衛7=返上）
- WBA世界バンタム級王座（防衛3=スーパー王座に認定）
- WBA世界バンタム級スーパー王座（防衛5=返上）
- IBF世界バンタム級王座（防衛6=返上）
- WBC世界バンタム級王座（防衛1=返上）
- WBO世界バンタム級王座（防衛0=スーパー王座に認定）
- WBO世界バンタム級スーパー王座（防衛0=返上）
- WBC世界スーパーバンタム級王座（防衛3）
- WBO世界スーパーバンタム級王座（防衛1=スーパー王座に認定）
- WBO世界スーパーバンタム級スーパー王座（防衛2）
- WBA世界スーパーバンタム級スーパー王座（防衛2）
- IBF世界スーパーバンタム級王座（防衛2）
- WBC世界スーパーバンタム級ダイヤモンド王座
- リングマガジン世界バンタム級王座
- リングマガジン世界スーパーバンタム級王座

## 受賞歴
海外
- The Ring
  - 「Fighter of the year」（2023年）[246]
  - 「Fight of the year」（2019年ノニト・ドネア戦）[247][248]
  - 「KO of the year」（2018年ファン・カルロス・パヤノ戦）[249]
- BWAA
  - 「シュガー・レイ・ロビンソン賞」（2023年）[250]
- ESPN
  - 「Fighter of the year」（2023年）[251][252]
  - 「Fight of the year」（2019年ノニト・ドネア戦）[253]
- WBA
  - 「Fighter of the year」（2022年）[254]
  - 「Fight of the year」（2019年ノニト・ドネア戦）
  - 「KO of the year」（2018年ファン・カルロス・パヤノ戦）
  - 「Fighter of the month」（2018年10月、2019年11月）[255][256]
  - 「Honorable mention」（2018年5月、2021年6月、2024年9月）[257][258]
- WBC
  - 「Fighter of the year」（2022年、2023年）[259][260]
  - 「Fighter of the month」（2014年4月、2022年12月、2023年7月、2024年9月）[261]
  - 「KO of the year」（2024年ルイス・ネリ戦）
- IBF
  - 「Fighter of the year」（2022年）[262]
  - 「Fight of the year」（2019年ノニト・ドネア戦）
  - アジアで最も支配的なボクサー賞[263]
- WBO
  - 「Fighter of the month」（2015年1月、2016年10月）
- Top Rank
  - 「Fighter of the year」（2022年、2023年）[264][265]
  - 「KO of the year」（2022年ノニト・ドネア戦）[264]
  - 「Moment of the year」（2023年）[265]
  - 「Celebration of the year」（2023年）[265]
- WBN
  - 「Fighter of the year」（2023年）[266]
- CBS
  - 「Fighter of the year」（2023年）[267]
- Boxing Scene.com's
  - 「Fighter of the year」（2014年、2023年）[268]
- Secondsout.com
  - 「Fighter of the year」（2014年）
- Fightnews.com
  - 「Fighter of the year」（2014年）[269]

国内
- 日本プロスポーツ大賞
  - 大賞（2022年）[270]
  - 新人賞（2013年）[271]
  - 殊勲賞：3回（2018年、2023年、2024年）[272][273][274]
  - NHK賞（2018年）[272]

- プロ・アマチュア年間表彰（アマチュアボクシング部門）
  - 新鋭賞（2011年）[275]

- プロ・アマチュア年間表彰（プロボクシング部門）
  - 最優秀選手賞：8回（2014年、2018年、2019年、2020年、2021年、2022年、2023年、2024年）[276][277][278][279][280][281]
  - KO賞：7回（2014年、2015年、2018年、2020年、2021年、2022年、2023年）[282][277][283][279][280][284]
  - 年間最高試合賞：4回（2014年オマール・ナルバエス戦、2019年ノニト・ドネア戦、2023年スティーブン・フルトン戦、2024年ルイス・ネリ戦）[278]
  - 新鋭賞（2012年）[285]
  - 技能賞：2回（2016年・2017年）
- 日刊バトル大賞
  - MVP：8回（2014年、2018年、2019年、2020年、2021年、2022年、2023年、2024年）
  - 年間最高試合：7回（2018年、2019年、2020年、2021年、2022年、2023年、2024年）
- 座間市体育協会 功労者（2013年）[286]
- 座間市市民栄誉賞（2014年）[287]
- 報知プロスポーツ大賞（2018年・2019年）[288][289]
- Sports Graphic Number：第41回「ナンバーMVP賞」（2022年）[290]

## 記録
世界記録
- 世界戦最多KO 23KO（2位はジョー・ルイスの22KO）[291]
- 4団体統一王座最多防衛 防衛4（サウル・アルバレスと並んで世界1位タイ記録）
- 2階級4団体統一王者（2022年にバンタム級、2023年にスーパーバンタム級統一で達成。バンタム級統一時は史上9人目、アジア人初[152]。2階級統一は史上2人目。）
  - 初のバンタム級、スーパーバンタム級での統一[292]
  - 初の王座決定戦なしでの1つずつの王座奪取（バンタム級統一時）[292]
  - 初の全王座KO勝利での奪取[152]
- パウンド・フォー・パウンド 1位（「リングマガジン」によるもの）

日本記録
- 世界王座最速2階級制覇　8戦目（元世界最速記録。後にワシル・ロマチェンコがプロ7戦目に更新し、現在は田中恒成と並んで世界2位の記録）[14]
- 世界戦最多勝利　25勝（2位は井岡一翔の22勝）
- 世界戦最多連勝　25連勝（2位は具志堅用高の14連勝）[15]
- 世界戦連続KO 11KO（2位は具志堅用高の6KO）
- 歴代日本人世界王者最高KO率 90％（30勝27KO無敗）[15]
- 世界戦海外防衛　5度（2位は西岡利晃、亀田和毅、京口紘人の2度）[15]
- 世界主要四団体王座最多獲得　10（2位は高山勝成の6）
- 世界主要四団体ベルト最速獲得　18戦目（2位は高山勝成の36戦目。リングマガジンベルトを含むと日本人唯一となる5本の獲得者）[293]）

## 出演
- 著書
  - 真っすぐに生きる。（扶桑社出版、2014年4月）[294]
  - 怪物（KADOKAWA出版、2018年3月※中村航氏との共著）
  - 勝ちスイッチ（秀和システム出版、2019年11月）[295]
  - 井上尚弥と闘うということ　怪物に出会った日（講談社出版、2023年10月）[296]

- 写真集
  - NAOYA INOUE DOCUMENTARY PHOTO BOOK 2018－2023（集英社出版、2024年2月）[297]

- テレビ出演
  - 土曜プレミアム 「黄金のバンタム」を破った男〜ファイティング原田物語〜（2014年2月22日、フジテレビ） - 練習生 役
  - ジャンクSPORTS（2018年2月4日、2018年7月29日、2018年11月18日、2019年5月19日、2019年6月30日、2020年3月29日、2020年6月28日、2021年2月28日、2022年8月7日、フジテレビ）
  - VS嵐（2018年4月26日、フジテレビ）
  - ダウンタウンDX（2019年8月8日、日本テレビ）
  - 嵐にしやがれ（2018年8月18日、日本テレビ）
  - ワイドナショー（2018年10月14日、フジテレビ）
  - プロフェッショナル 仕事の流儀（2019年11月12日、2022年12月15日、NHK総合）
  - 第70回NHK紅白歌合戦（2019年12月31日、NHK総合・ラジオ第1） - ゲスト審査員
  - 行列のできる法律相談所（2020年1月19日、日本テレビ）
  - 炎の体育会TV（2020年11月28日、TBS系列）
  - サワコの朝（2021年1月23日、TBS系列）
  - 密着×モンスター井上尚弥 〜伝説の750日〜（2024年5月12日、テレビ朝日）

## スポンサー
- 現在のスポンサー
  - リヤド・シーズン
  - NTTぷらら（ひかりTV）[298]
  - 細山田商事
  - MTG[299]
  - NTTドコモ（Lemino）
  - アース製薬
  - マルハン
  - アイドマ・ホールディングス

- 過去のスポンサー
  - MEN'S TBC

- 広告
  - グンゼ「BODY WILD」（2019年1月 - ）
  - アサヒ飲料「ウィルキンソン」（2021年4月8日 - 、『ボクサー』編、『No.1 Only One』編）
  - TBCグループ「MEN'S TBC」（2021年5月14日 - ）
  - MTG「SIXPAD」（2021年6月20日 - ）
  - アース製薬「ゴキジェットプロ」（2022年5月31日 - ）[300]